# Qualea gracilior
Qualea gracilior är en tvåhjärtbladig växtart som beskrevs av Pilger. Qualea gracilior ingår i släktet Qualea och familjen Vochysiaceae. Inga underarter finns listade i Catalogue of Life.